# 藤方朝成
藤方 朝成（ふじかた ともなり）は、戦国時代から安土桃山時代にかけての武将。北畠氏の家臣。伊勢国陸田城主。名は具俊とも。

## 生涯
享禄3年（1530年）、北畠氏の家臣・藤方慶由の子として誕生したといわれる。
北畠氏の庶流であったが、織田信長が侵攻して来ると永禄12年（1569年）には、主家を裏切って信長に臣従する。天正4年（1576年）には信長の命を受けて家臣である加留左京進を名代として参加させ、北畠具教暗殺に関わった（三瀬の変）。この知らせを聞いた父・慶由は息子の不忠を詰って自害したと言われている。信長の死後は織田信雄、豊臣秀吉に仕え鈴鹿郡庄野に千石を与えられた。
慶長2年（1597年）、死去。